# Nati nel 1955/Marzo
| Questa pagina contiene informazioni ricavate automaticamente dalle voci biografiche con l'ausilio del template Bio e di un bot. L'aggiornamento è periodico e automatico e ricostruisce completamente la pagina. Se manca una persona in questa lista, sei pregato di non aggiungerla, ma accertati piuttosto che la sua voce biografica contenga il template Bio e che i dati anagrafici siano correttamente compilati. Se il template Bio manca, inseriscilo tu stesso o, in alternativa, metti l'avviso {{tmp\|Bio}} che ne segnala la mancanza. Se i dati riportati sono sbagliati, correggi direttamente la voce biografica; le modifiche saranno visibili in questa lista entro pochi giorni. Per chiarimenti vedi il progetto biografie. La lista contiene solo le 291 persone che sono citate nell'enciclopedia e per le quali è stato implementato correttamente il template Bio. Pagina aggiornata al 18 ago 2025. |

- 1º marzo - Enzo Avitabile, cantautore, compositore e sassofonista italiano
- 1º marzo - Carlo Briani, attore e produttore televisivo italiano
- 1º marzo - Claudio Corti, ex ciclista su strada e dirigente sportivo italiano
- 1º marzo - Gennaro Duccilli, attore, regista e drammaturgo italiano
- 1º marzo - Alexander Duda, attore e doppiatore tedesco
- 1º marzo - Georg Fluckinger, ex slittinista austriaco
- 1º marzo - Gene Gnocchi, comico, cabarettista e conduttore televisivo italiano
- 1º marzo - Varouj Gurunlian, ex cestista canadese
- 1º marzo - Erwin Josi, ex sciatore alpino svizzero
- 1º marzo - Maria Carmela Lanzetta, politica italiana
- 1º marzo - Don Latimer, ex giocatore di football americano statunitense
- 1º marzo - Timothy Laurence, ammiraglio britannico
- 1º marzo - Denis Mukwege, medico e attivista congolese (Repubblica Democratica del Congo)
- 1º marzo - John Olive, ex cestista e allenatore di pallacanestro statunitense
- 1º marzo - Matthew Rolston, fotografo statunitense
- 1º marzo - Clara Sánchez, scrittrice e docente spagnola
- 1º marzo - Mike Tenay, commentatore televisivo statunitense
- 2 marzo - Shōkō Asahara, criminale giapponese († 2018)
- 2 marzo - Dale Bozzio, cantante statunitense
- 2 marzo - William Hope, attore canadese
- 2 marzo - Kevin Kewley, ex calciatore inglese
- 2 marzo - Ken Salazar, politico statunitense
- 2 marzo - Vito Santarsiero, politico italiano
- 2 marzo - Brigitte Schroll, ex sciatrice alpina austriaca
- 3 marzo - Vincent Bradford, ex schermitrice statunitense
- 3 marzo - Andy Breckman, sceneggiatore e conduttore radiofonico statunitense
- 3 marzo - Gloria Charles, attrice statunitense
- 3 marzo - Fiorello Cortiana, politico italiano
- 3 marzo - Susan Dougan, politica sanvincentina
- 3 marzo - Gordon Downie, ex nuotatore britannico
- 3 marzo - Gianfranco Ganau, politico italiano
- 3 marzo - Alejandro González Rojas, ex calciatore costaricano
- 3 marzo - Bheki Mseleku, musicista e compositore sudafricano († 2008)
- 3 marzo - Gabriele Ratti, allenatore di calcio e ex calciatore italiano
- 3 marzo - Andreas Schulz, copilota di rally tedesco
- 3 marzo - Jorge Vergara, imprenditore, dirigente sportivo e produttore cinematografico messicano († 2019)
- 4 marzo - Mark Colleano, attore italiano
- 4 marzo - Francesco Esposito, ex canottiere italiano
- 4 marzo - Bernd Höing, ex canottiere tedesco
- 4 marzo - Joey Jones, calciatore gallese († 2025)
- 4 marzo - Marcelo de Oliveira Santos, allenatore di calcio e ex calciatore brasiliano
- 4 marzo - Anna Pavignano, scrittrice e sceneggiatrice italiana
- 4 marzo - Dominique Pinon, attore francese
- 4 marzo - Michele Ragosta, politico italiano
- 4 marzo - Shirō Sano, attore e regista giapponese
- 4 marzo - Andrij Taran, generale e politico ucraino
- 4 marzo - Mihály Tulipán, calciatore ungherese († 1986)
- 5 marzo - Moustapha Dao, regista burkinabé († 2010)
- 5 marzo - Juraj Filas, compositore slovacco († 2021)
- 5 marzo - Rodrigo Kenton, allenatore di calcio e ex calciatore costaricano
- 5 marzo - Whitney Otto, scrittrice statunitense
- 5 marzo - Georgios Papastamkos, politico greco
- 5 marzo - Penn & Teller, illusionista, artista e divulgatore scientifico statunitense
- 5 marzo - Sarah Rice, attrice teatrale e soprano statunitense († 2024)
- 5 marzo - Camille Wright, ex nuotatrice statunitense
- 6 marzo - Antonella Appiano, giornalista, conduttrice televisiva e autrice televisiva italiana
- 6 marzo - Paolo Bigliocchi, politico italiano
- 6 marzo - Wendy Boglioli, ex nuotatrice statunitense
- 6 marzo - Larry Cedar, attore statunitense
- 6 marzo - Steve Golin, produttore cinematografico e produttore televisivo statunitense († 2019)
- 6 marzo - Petru Guelfucci, cantante francese († 2021)
- 6 marzo - Odd Ivar Moen, dirigente sportivo e ex calciatore norvegese
- 6 marzo - Cyprien Ntaryamira, politico burundese († 1994)
- 6 marzo - James Saito, attore statunitense
- 6 marzo - Alberta Watson, attrice canadese († 2015)
- 6 marzo - Brigitte Wujak, ex lunghista tedesca
- 7 marzo - Tranquillo Andreetta, ex ciclista su strada italiano
- 7 marzo - Michael Chance, controtenore britannico
- 7 marzo - Michael Jan Friedman, scrittore di fantascienza statunitense
- 7 marzo - Anupam Kher, attore, regista e produttore cinematografico indiano
- 7 marzo - Tommy Kramer, ex giocatore di football americano statunitense
- 7 marzo - Papa Winnie, cantante sanvincentino
- 7 marzo - Gustavo Rodríguez Vega, arcivescovo cattolico messicano
- 7 marzo - Al-Walid bin Talal, imprenditore e dirigente sportivo saudita
- 8 marzo - João Batista da Silva, ex calciatore brasiliano
- 8 marzo - Juan Caicedo, ex calciatore colombiano
- 8 marzo - Marta Dassù, politologa, storica e editorialista italiana
- 8 marzo - Massimo De Carlo, compositore italiano
- 8 marzo - Anna Maria De Luca, attrice e regista italiana
- 8 marzo - Jimmy George, pallavolista indiano († 1987)
- 8 marzo - Giuseppe Panella, filosofo, saggista e poeta italiano († 2019)
- 8 marzo - Pablo Rodríguez, ex calciatore spagnolo
- 9 marzo - Aleksandras Antipovas, ex mezzofondista sovietico
- 9 marzo - Jean-Luc Arribart, allenatore di calcio e ex calciatore francese
- 9 marzo - Francisco Bermejo, ex calciatore spagnolo
- 9 marzo - Fernando Bujones, ballerino e direttore artistico statunitense († 2005)
- 9 marzo - Mario Cordova, doppiatore, direttore del doppiaggio e attore italiano
- 9 marzo - Teo Fabi, ex pilota automobilistico italiano
- 9 marzo - Pat Murphy, scrittrice statunitense
- 9 marzo - Ornella Muti, attrice italiana
- 9 marzo - Franco Uncini, pilota motociclistico italiano
- 9 marzo - Jeff Wilkins, ex cestista statunitense
- 9 marzo - Francesco Zaffini, politico italiano
- 10 marzo - Richard Benson, chitarrista, cantautore e personaggio televisivo britannico († 2022)
- 10 marzo - Mario Farrugia, ex calciatore maltese
- 10 marzo - Juliusz Machulski, regista e sceneggiatore polacco
- 10 marzo - Ignazio Marino, chirurgo e politico italiano
- 10 marzo - Yousra, attrice e cantante egiziana
- 10 marzo - Marianne Rosenberg, cantante tedesca
- 10 marzo - Enrique San Francisco, attore spagnolo († 2021)
- 10 marzo - Robert Smith, ex cestista statunitense
- 10 marzo - Toshio Suzuki, ex pilota automobilistico giapponese
- 11 marzo - Tom Barker, ex cestista statunitense
- 11 marzo - Leslie Cliff, ex nuotatrice canadese
- 11 marzo - Nina Hagen, cantautrice e attrice tedesca
- 11 marzo - Giuseppe Martinelli, dirigente sportivo e ex ciclista su strada italiano
- 11 marzo - Joseph Siravo, attore statunitense († 2021)
- 11 marzo - Broderick Soncuaco Pabillo, vescovo cattolico filippino
- 11 marzo - Ernst Winkler, ex sciatore alpino austriaco
- 12 marzo - Giuseppe Maria Morganti, politico sammarinese
- 12 marzo - Gaspard Musabyimana, scrittore ruandese
- 12 marzo - Janina Ochojska, politica polacca
- 13 marzo - Zinėtula Biljaletdinov, ex hockeista su ghiaccio e allenatore di hockey su ghiaccio russo
- 13 marzo - Bruno Conti, ex calciatore, allenatore di calcio e dirigente sportivo italiano
- 13 marzo - Ottaviano Dell'Acqua, attore e stuntman italiano
- 13 marzo - Glenne Headly, attrice statunitense († 2017)
- 13 marzo - Edmund Ho Hau-wah, politico macaense
- 13 marzo - Carlo Leoni, politico italiano
- 13 marzo - Gerardo Lugo, ex calciatore messicano
- 13 marzo - Valeria Mancinelli, politica italiana
- 13 marzo - Ahmed Nekkar, scrittore, traduttore e musicista algerino († 2024)
- 13 marzo - Yilmaz Orhan, ex calciatore cipriota
- 13 marzo - Carlos Peruena, calciatore uruguaiano († 2018)
- 13 marzo - William R. Newman, storico della scienza statunitense
- 13 marzo - Ol'ga Rukavišnikova, ex multiplista sovietica
- 13 marzo - Giampaolo Talani, pittore e scultore italiano († 2018)
- 14 marzo - Federico Audisio di Somma, scrittore italiano
- 14 marzo - Daniel Bertoni, ex calciatore e allenatore di calcio argentino
- 14 marzo - Stéphane Clavier, attore, sceneggiatore e regista francese
- 14 marzo - Franco Grillini, politico, attivista e giornalista italiano
- 14 marzo - Patrick Leonard, compositore, tastierista e produttore discografico statunitense
- 14 marzo - Garwin Sanford, attore canadese
- 15 marzo - Issei Futamata, doppiatore giapponese
- 15 marzo - John Hackett, flautista, polistrumentista e compositore britannico
- 15 marzo - Robert Kabbas, ex sollevatore australiano
- 15 marzo - Steve Lillywhite, produttore discografico britannico
- 15 marzo - Paolo Manunza, ex calciatore italiano
- 15 marzo - Roberto Maroni, politico italiano († 2022)
- 15 marzo - Dee Snider, cantante statunitense
- 15 marzo - Jamila Abdallah Taha al-Shanti, politica e attivista palestinese († 2023)
- 16 marzo - Pëtr Aven, banchiere e politico russo
- 16 marzo - Bruno Barreto, regista, sceneggiatore e produttore cinematografico brasiliano
- 16 marzo - Tina Beattie, teologa britannica
- 16 marzo - Ruben Buriani, ex calciatore e dirigente sportivo italiano
- 16 marzo - Tsuneo Niijima, astronomo giapponese
- 16 marzo - Rudy Salvagnini, fumettista, scrittore e critico cinematografico italiano
- 16 marzo - Trey Waltke, ex tennista statunitense
- 17 marzo - Élie Baup, allenatore di calcio e ex calciatore francese
- 17 marzo - Mark Boone Junior, attore e regista statunitense
- 17 marzo - Josep María Margall, ex cestista spagnolo
- 17 marzo - Cynthia McKinney, politica e insegnante statunitense
- 17 marzo - Luigi Minchillo, pugile italiano († 2023)
- 17 marzo - Vincenzo Patania, allenatore di calcio italiano
- 17 marzo - Walter Polini, ciclista su strada italiano († 2002)
- 17 marzo - Enrique Páez, scrittore spagnolo
- 17 marzo - Eigil Ramsfjell, ex giocatore di curling norvegese
- 17 marzo - Carlo Romanelli, schermidore italiano
- 17 marzo - Gary Sinise, attore, regista e bassista statunitense
- 18 marzo - Jacques Aletti, ex altista francese
- 18 marzo - Philippe Boisse, ex schermidore francese
- 18 marzo - Stojanka Grujčeva, ex canottiera bulgara
- 18 marzo - Ana Obregón, attrice, conduttrice televisiva e sceneggiatrice spagnola
- 18 marzo - Toshiki Okajima, ex calciatore giapponese
- 18 marzo - Ivo Rossi, politico italiano
- 18 marzo - Nicky Siano, disc jockey statunitense
- 19 marzo - John Burnside, poeta e scrittore britannico († 2024)
- 19 marzo - Mike Coffman, politico statunitense
- 19 marzo - James Douglas Conley, vescovo cattolico statunitense
- 19 marzo - Pino Daniele, cantautore, chitarrista e compositore italiano († 2015)
- 19 marzo - Murat Didin, ex cestista e allenatore di pallacanestro turco
- 19 marzo - Pedro Hernández, ex schermidore cubano
- 19 marzo - Giampiero Moretti, filosofo italiano
- 19 marzo - Gilles Picard, pilota motociclistico e copilota di rally francese
- 19 marzo - Muhedin Targaj, allenatore di calcio e ex calciatore albanese
- 19 marzo - Bruce Willis, attore e cantante statunitense
- 19 marzo - Simon Yam, attore e produttore cinematografico cinese
- 20 marzo - Francesco Baldarelli, politico italiano
- 20 marzo - Renato Capacci, politico italiano
- 20 marzo - Terry Curran, ex calciatore inglese
- 20 marzo - Denise Dumont, attrice e produttrice cinematografica brasiliana
- 20 marzo - Patrice Gueniffey, storico francese
- 20 marzo - Stefania Minardo, ballerina e coreografa italiana
- 20 marzo - Mariya Takeuchi, cantante giapponese
- 21 marzo - Jair Bolsonaro, politico e ex militare brasiliano
- 21 marzo - Luka Bonačić, allenatore di calcio e calciatore croato
- 21 marzo - Eufemio Cabral, ex calciatore paraguaiano
- 21 marzo - Norm Cook, cestista statunitense († 2008)
- 21 marzo - Edward Duyker, scrittore e storico australiano
- 21 marzo - Angelina Muniz, attrice brasiliana
- 21 marzo - Leonid Nazarenko, allenatore di calcio e ex calciatore sovietico
- 21 marzo - Dīmītrīs Papadīmoulīs, politico greco
- 21 marzo - Cesare Pietroiusti, artista italiano
- 21 marzo - Giovanni Talami, calciatore italiano († 2019)
- 21 marzo - Philippe Troussier, allenatore di calcio, dirigente sportivo e ex calciatore francese
- 21 marzo - Bärbel Wöckel, ex velocista tedesca
- 22 marzo - Mostafa Abdollahi, regista teatrale e attore iraniano († 2015)
- 22 marzo - Éric Beugnot, ex cestista francese
- 22 marzo - Ilaria Borletti Buitoni, dirigente d'azienda e politica italiana
- 22 marzo - José María Casanovas, ex schermidore argentino
- 22 marzo - Martin Hoffmann, allenatore di calcio e ex calciatore tedesco orientale
- 22 marzo - Jörn Kaminke, ex calciatore tedesco
- 22 marzo - Lena Olin, attrice svedese
- 22 marzo - Sonny Parker, ex cestista statunitense
- 22 marzo - Pippo Patruno, artista e docente italiano († 2023)
- 22 marzo - Michael Poryes, produttore televisivo statunitense
- 22 marzo - Antonietta Rizza, politica italiana
- 22 marzo - Pete Sessions, politico statunitense
- 22 marzo - Valdis Zatlers, politico lettone
- 23 marzo - Alberto Bertoni, poeta, critico letterario e italianista italiano
- 23 marzo - Angelo Froglia, pittore e scultore italiano († 1997)
- 23 marzo - Abel Gabuza, arcivescovo cattolico sudafricano († 2021)
- 23 marzo - Vasile Groapă, ex sollevatore rumeno
- 23 marzo - Lloyd Jones, scrittore neozelandese
- 23 marzo - Moses Malone, cestista e allenatore di pallacanestro statunitense († 2015)
- 23 marzo - Veronica Miriel, attrice cilena
- 23 marzo - Susan Schwab, politica statunitense
- 23 marzo - Mauro Tozzi, fotografo e direttore artistico italiano
- 24 marzo - Tor Reidar Brekke, ex calciatore norvegese
- 24 marzo - Vincenzo Di Giovanni, ex calciatore italiano
- 24 marzo - Ray Hudson, ex calciatore, allenatore di calcio e giornalista inglese
- 24 marzo - Charlotte Margiono, soprano olandese
- 24 marzo - Rick Mitchell, velocista australiano († 2021)
- 24 marzo - Bill Paterno, ex cestista statunitense
- 24 marzo - Candy Reynolds, tennista statunitense
- 24 marzo - Vauro, vignettista, scrittore e opinionista italiano
- 25 marzo - Paola Blandi, paroliera italiana
- 25 marzo - Daniel Boulud, cuoco francese
- 25 marzo - Patty Brard, cantante, showgirl e giornalista olandese
- 25 marzo - Lucio Fabbri, polistrumentista, arrangiatore e direttore d'orchestra italiano
- 25 marzo - Marco Guzzi, poeta, filosofo e conduttore radiofonico italiano
- 25 marzo - Marin Ion, allenatore di calcio e ex calciatore rumeno
- 25 marzo - Asgeir Kleppa, allenatore di calcio e ex calciatore norvegese
- 25 marzo - Dimitris Mardas, politico e economista greco
- 25 marzo - Andy Walker, ex cestista e allenatore di pallacanestro statunitense
- 26 marzo - Fabio Calenda, giornalista e scrittore italiano
- 26 marzo - Sergio Di Pinto, attore italiano
- 26 marzo - Mamadou Diop, ex cestista senegalese
- 26 marzo - Andy Hoepelman, ex pallanuotista olandese
- 26 marzo - Ellen Hopkins, scrittrice statunitense
- 26 marzo - Calogero Marino, vescovo cattolico italiano
- 26 marzo - Ann Meyers, ex cestista, dirigente sportivo e giornalista statunitense
- 26 marzo - Maurizio Moscatelli, allenatore di calcio e ex calciatore italiano
- 26 marzo - Mitsy Stoks, ex cestista belga
- 26 marzo - Myron Wilkins, cestista statunitense († 2005)
- 27 marzo - Nunu Abašidze, ex pesista sovietica
- 27 marzo - Gianfranco Dalla Costa, ex cestista italiano
- 27 marzo - Costantino Idini, ex calciatore italiano
- 27 marzo - Mad Professor, produttore discografico inglese
- 27 marzo - Patrick McCabe, scrittore irlandese
- 27 marzo - Jógvan Petersen, ex calciatore faroese
- 27 marzo - Mariano Rajoy, politico spagnolo
- 27 marzo - Rüdiger Reiche, ex canottiere tedesco
- 27 marzo - Christian Sarron, dirigente sportivo e pilota motociclistico francese
- 28 marzo - Cristina Boraschi, doppiatrice, direttrice del doppiaggio e dialoghista italiana
- 28 marzo - Pavel Cebanu, ex calciatore sovietico
- 28 marzo - Juan Carlos Lugones, ex arbitro di calcio boliviano
- 28 marzo - Reba McEntire, cantante, musicista e attrice statunitense
- 28 marzo - Brigitte Schuchardt, ex nuotatrice tedesca orientale
- 28 marzo - Francesco Scoppa, allenatore di calcio e calciatore italiano († 1994)
- 28 marzo - Leszek Swornowski, ex schermidore polacco
- 29 marzo - Rickey Brown, ex cestista statunitense
- 29 marzo - Earl Campbell, ex giocatore di football americano statunitense
- 29 marzo - Brendan Gleeson, attore irlandese
- 29 marzo - Elio Gustinetti, allenatore di calcio e ex calciatore italiano
- 29 marzo - Jorge Fernando, regista e attore brasiliano († 2019)
- 29 marzo - Rolf Lassgård, attore svedese
- 29 marzo - Christopher Lawford, attore statunitense († 2018)
- 29 marzo - Roger Milhau, mezzofondista francese
- 29 marzo - Jun Murai, informatico giapponese
- 29 marzo - Marina Sirtis, attrice e doppiatrice britannica
- 30 marzo - Graham Bell, ex calciatore inglese
- 30 marzo - Ugo Conti, attore italiano
- 30 marzo - Rhonda Jo Petty, ex attrice pornografica statunitense
- 30 marzo - Buichi Terasawa, fumettista giapponese († 2023)
- 30 marzo - Randy VanWarmer, cantautore statunitense († 2004)
- 30 marzo - Yoo Il-ho, politico sudcoreano
- 31 marzo - Vicente Boluda, imprenditore, avvocato e armatore spagnolo
- 31 marzo - Filip Dimitrov, politico bulgaro
- 31 marzo - Anna Finocchiaro, politica e magistrata italiana
- 31 marzo - Jacopo Fo, scrittore, attore e regista italiano
- 31 marzo - Gemini Twins, criminale statunitense
- 31 marzo - Ǵoko Hadžievski, allenatore di calcio macedone
- 31 marzo - Stephen Lynch, politico statunitense
- 31 marzo - Svetozar Marović, politico montenegrino
- 31 marzo - Lele Mora, personaggio televisivo italiano
- 31 marzo - Mike Niles, ex cestista statunitense
- 31 marzo - Muriel Pénicaud, politica e funzionaria francese
- 31 marzo - Marcello Sorgi, giornalista e saggista italiano
- 31 marzo - Angela Steinbach, ex nuotatrice tedesca occidentale
- 31 marzo - Akemi Takada, illustratrice e character designer giapponese
- 31 marzo - Angus Young, chitarrista e compositore britannico